# Lovefool
Lovefool é uma música pop escrita por Peter Svensson e Nina Persson para o terceiro álbum de estúdio do The Cardigans, First Band on the Moon, lançado como single no Reino Unido em 14 de setembro de 1996, e internacionalmente em 5 de outubro de 1996. A música foi usada no filme Romeu + Julieta, lançado nos cinemas dois meses depois do lançamento do single. O single foi o número um na Nova Zelândia, e recebeu o estatuto de ouro na Austrália.